# Застава Гернзија
Изглед садашње заставе Гернзија је усвојен 1985. године и састоји се од црвеног крста Светог Ђорђа са додатим златним крстом у средини. Златни крст представља Војводу Вилијама од Нормандије, који је такав крст имао у бици код Хестингса. Пре садашње заставе, користила се застава само са крстом Светог Ђорђа.